# درونرو
درونرو (به ایتالیایی: Dronero) یک کومونه در ایتالیا است که در استان کونیو واقع شده‌است.

## خصوصیات
درونرو ۵۸٫۹ کیلومترمربع مساحت و ۷٬۳۱۷ نفر جمعیت دارد و ۶۲۲ متر بالاتر از سطح دریا واقع شده‌است.

## خواهرخوانده
شهر کاستلنووو دی جارفانیانا خواهرخواندهٔ درونرو هست.